# Pfarrhaus (Böhen)

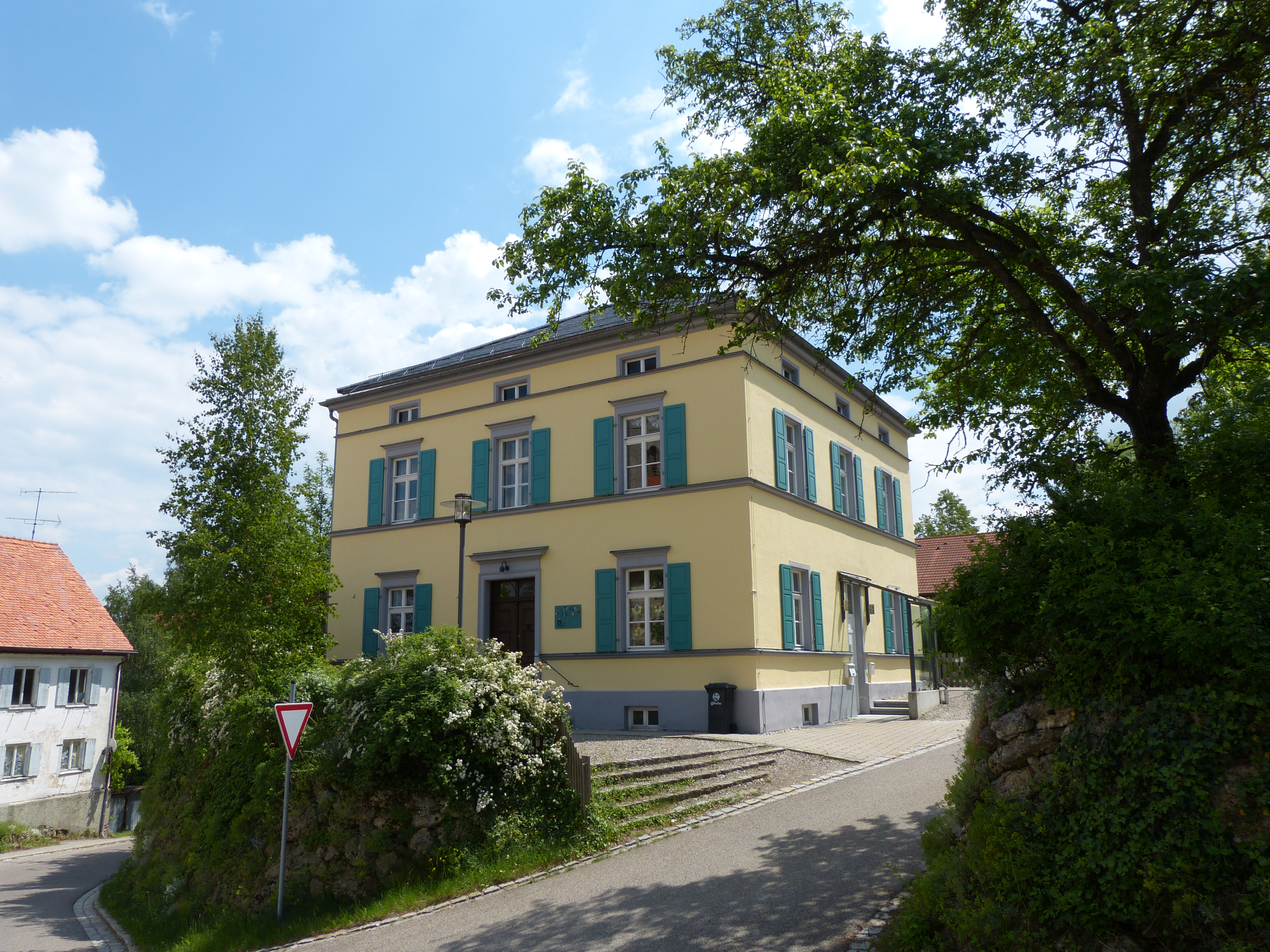
Ehemaliges Pfarrhaus in Böhen

Das Pfarrhaus in Böhen, einer Gemeinde im Landkreis Unterallgäu im bayerischen Regierungsbezirk Schwaben, wurde um 1875 errichtet. Das ehemalige Pfarrhaus am Kirchberg 2 ist ein geschütztes Baudenkmal.
Der kubische, zweigeschossige Zeltdachbau mit befenstertem Kniestock entstand um 1875. Das spätklassizistische Gebäude besitzt drei zu drei Fensterachsen.